# Кошанов Єрлан Жаканули
Єрла́н Жаканули Коша́нов (нар. 14 серпня 1962 року, с. Аксу-Аюли, Джезказганська область, КазРСР, СРСР) — казахстанський державний і політичний діяч, голова Мажилісу Парламенту Республіки Казахстан з 1 лютого 2022 року. З 26 квітня 2022 року очолює партію "Amanat ". Володіє казахською, російською, німецькою мовами.

## Біографія
1984 року закінчив Джезказганську філію Карагандинського політехнічного інституту за спеціальністю «інженер-механік». Служив у лавах Радянської армії. 1991 року закінчив Вищу комерційну школу при Академії зовнішньої торгівлі СРСР, а 1999 — Казахську державну академію управління за спеціальністю «економіст».
З 1986 по 1988 роки працював слюсарем, потім майстром збагачувальної фабрики Джезказганцветмет
З 1988 по 1990 роки — інструктор відділу робітничої та сільської молоді, завідувач відділу соціально-економічних проблем молоді Джезказганського обкому ЛКСМ Казахстану. З 1990 року — провідний спеціаліст, начальник відділу, заступник голови, голова Джезказганського обласного комітету зовнішньоекономічних зв'язків.
У 1995—1999 роках обіймав посаду депутата Сенату Парламенту Республіки Казахстан.
З лютого 1999 по червень 2003 року — представник Уряду в Парламенті Республіки Казахстан.
З листопада 2001 по червень 2003 року — заступник керівника Канцелярії прем'єр-міністра Республіки Казахстан.
З червня 2003 по лютий 2006 року обіймав посаду заступника міністра транспорту та комунікацій Республіки Казахстан. З лютого 2006 по березень 2007 року — голова Комітету цивільної авіації Міністерства транспорту та комунікацій Республіки Казахстан.
З березня 2007 по 02 лютого 2012 року — заступник керівника Канцелярії прем'єр-міністра Республіки Казахстан — представник Уряду в Мажилісі Парламенту Республіки Казахстан. З 02 лютого 2012 по 14 березень 2017 року обіймав посаду керівника Канцелярії прем'єр-міністра Республіки Казахстан.
З 14 березня 2017 року по 18 вересня 2019 року — акім Карагандинської області.
З 18 вересня 2019 по 01 лютого 2022 року обіймав посаду керівника Адміністрації президента Республіки Казахстан.
З 01 лютого 2022 року голова Мажилісу Парламенту Республіки Казахстан. Керівник фракції партії Amanat у Мажилісі Парламенту Республіки Казахстан. 26 квітня 2022 року обраний на посаду голови партії Amanat.
29 березня 2023 року переобраний головою Мажилісу VIII скликання.

## Нагороди
- Орден «Барис» I ступеня (2021);
- Орден «Парасат» (2013);.
- Орден «Курмет» (2007);.
- Нагороджений урядовими та ювілейними медалями Республіки Казахстан.